# Javorek

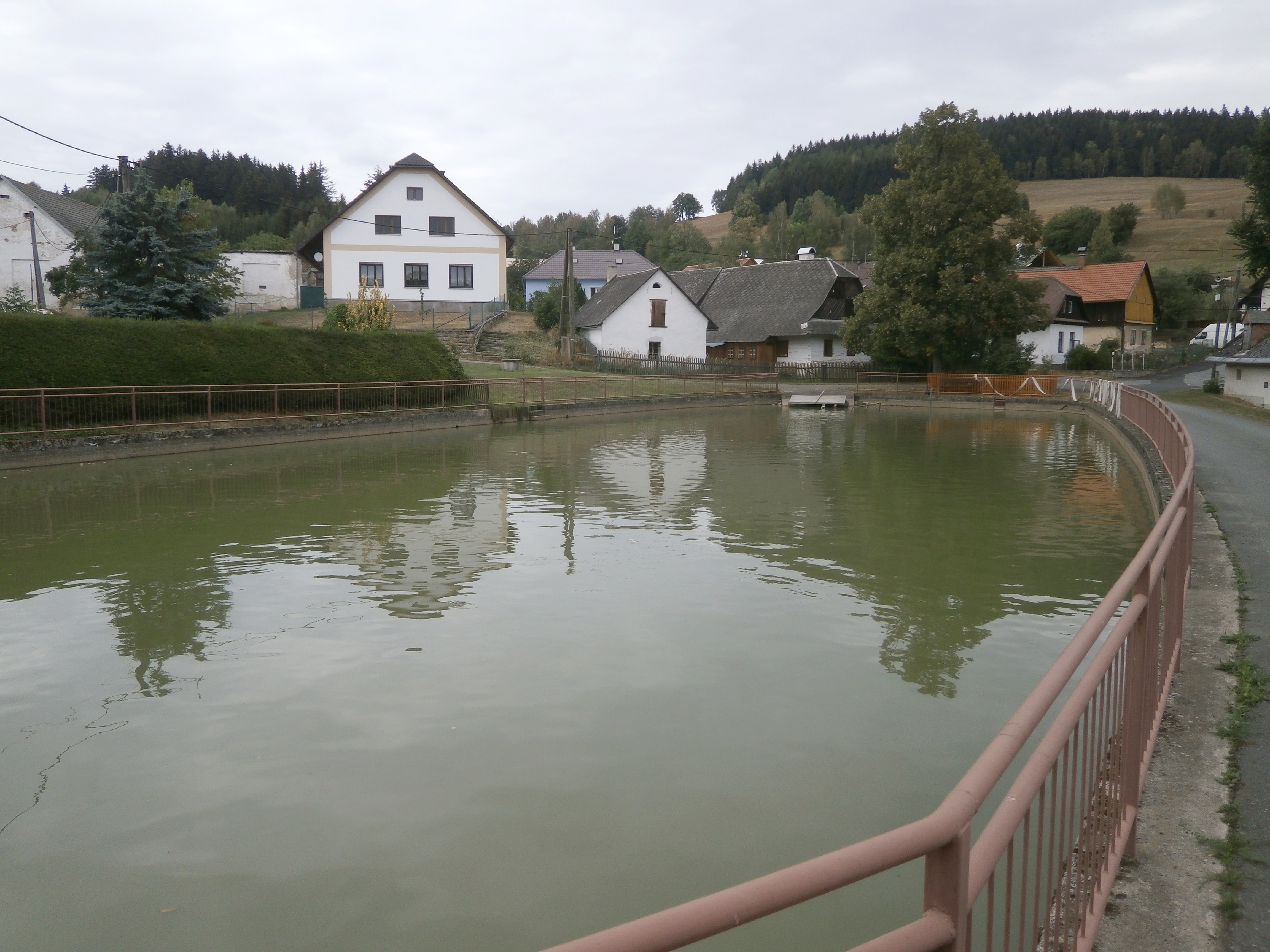
Dorfplatz mit Teich

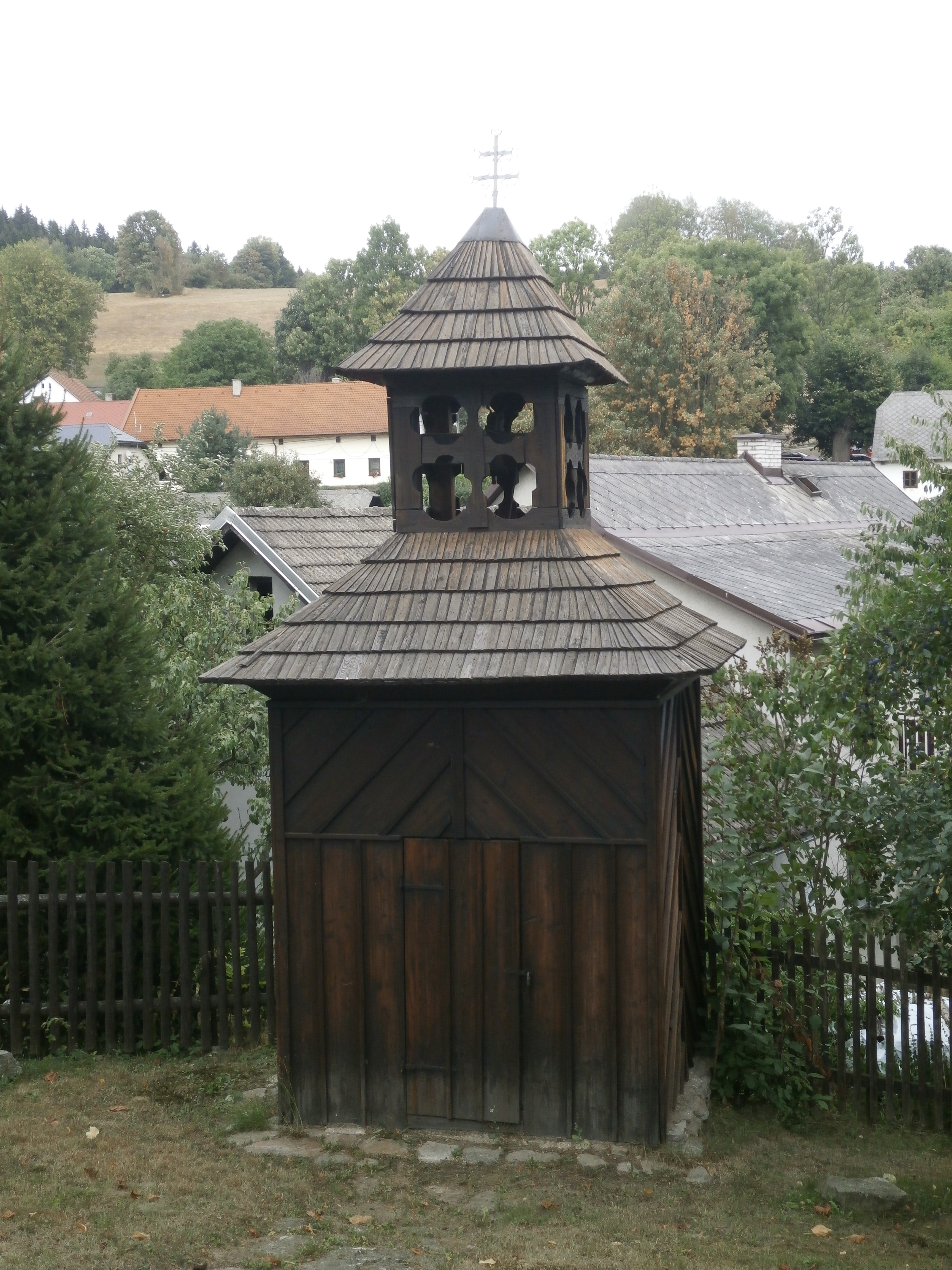
Glockenturm

Javorek (deutsch Jaworek) ist eine Gemeinde in Tschechien. Sie liegt zehn Kilometer südwestlich von Polička und gehört zum Okres Žďár nad Sázavou.

## Geographie
Javorek befindet sich im Südosten der Saarer Berge an einem linken Zufluss der Fryšávka. Nördlich erhebt sich der Strom (771 m), im Osten die Prosíčka (739 m), südwestlich die Rabuňka (722 m) und im Nordwesten der Buchtův kopec (813 m).
Nachbarorte sind Spělkov, U Benešů und Kutiny im Norden, Borovnice im Nordosten, Doly, V Bombaji und Sedliště im Osten, Luž und Jimramov im Südosten, Nový Jimramov und Nové Jimramovské Paseky im Süden, Hamr, Líšná und Jimramovské Paseky im Südwesten, Sněžné und Daňkovice im Westen sowie Krásné im Nordwesten.

## Geschichte
Die erste urkundliche Erwähnung des Dorfes erfolgte im Jahre 1364, als Petřín und Jindřich von Javorek den Ort einschließlich des zugehörigen Waldes an Archleb von Stařechovice und Kunštát verkauften. Dieser besaß bereits seit 1361 einen Anteil von Jimramov, als er 1365 den anderen Teil von Jimram von Pernstein kaufte. Zu dieser Zeit ließ er auf der südlich des Dorfes über dem Fryšávkatal gelegenen Kuppe die 1356 durch Markgraf Johann Heinrich zusammen mit Tollstein und Rabenstein niedergerissene Felsenburg Štarkov wieder errichten. Seit 1372 ist die Existenz eines Richters in Javorek nachweisbar. Die Burg wurde nach den Hussitenkriege Sitz des Raubritters Jan von Břežany, so dass die mährischen Stände die Burg aufkauften und schleifen ließen. 1464 kaufte Johann d. Ä. von Pernstein die Herrschaft Ingrowitz einschließlich der wüsten Burg Štarkov. Bei der Teilung der Herrschaft Pernstein kam Javorek im Jahre 1500 zum Neustadtl-Ingrowitzer Anteil und von 1564 bis 1848 war das Dorf Teil der Herrschaft Ingrowitz. 1809 brannte das Erbgericht nieder. Im Jahre 1814 begann der Bergbau auf Eisenerz. Die Eisenschächte Kristina und Michal wurden bis 1872 betrieben und während der Eisenkrise aufgegeben. Im Jahre 1831 brach eine Choleraepidemie aus. Nördlich von Javorek entstand bei der Weggabel nach Borovnice ein Cholerafriedhof.
Nach der Aufhebung der Patrimonialherrschaften bildete Javůrek ab 1850 eine Gemeinde im politischen Bezirk Neustadtl. Seit dem Ende des 19. Jahrhunderts führt die Gemeinde den Namen Javorek. 1949 wurde Javorek dem Okres Polička zugeordnet. Seit 1961 gehört die Gemeinde zum Okres Žďár nad Sázavou. 1976 erfolgte die Eingemeindung nach Jimramov. Seit 1990 besteht die Gemeinde Javorek wieder.

## Gemeindegliederung
Für die Gemeinde Javorek sind keine Ortsteile ausgewiesen. Zu Javorek gehören die Einschichten Na Louži und U Benešů.

## Sehenswürdigkeiten
- Denkmal für Jan Hus, geschaffen 1921 von Julius Pelikán
- Hölzerner Glockenturm
- Reste der Burg Štarkov, auch Stařechovice bzw. Skály genannt, südlich des Dorfes
- Naturreservat Prosíčka, auf dem gleichnamigen Berg

## Söhne und Töchter der Gemeinde
- Jan Beneš (1873–1946), Maler und Designer